# Schneeberg (Fichtelgebirge)

Stratigraphisches Profil Bamberg – Bayreuth – Fichtelgebirge (Ochsenkopf und Schneeberg)

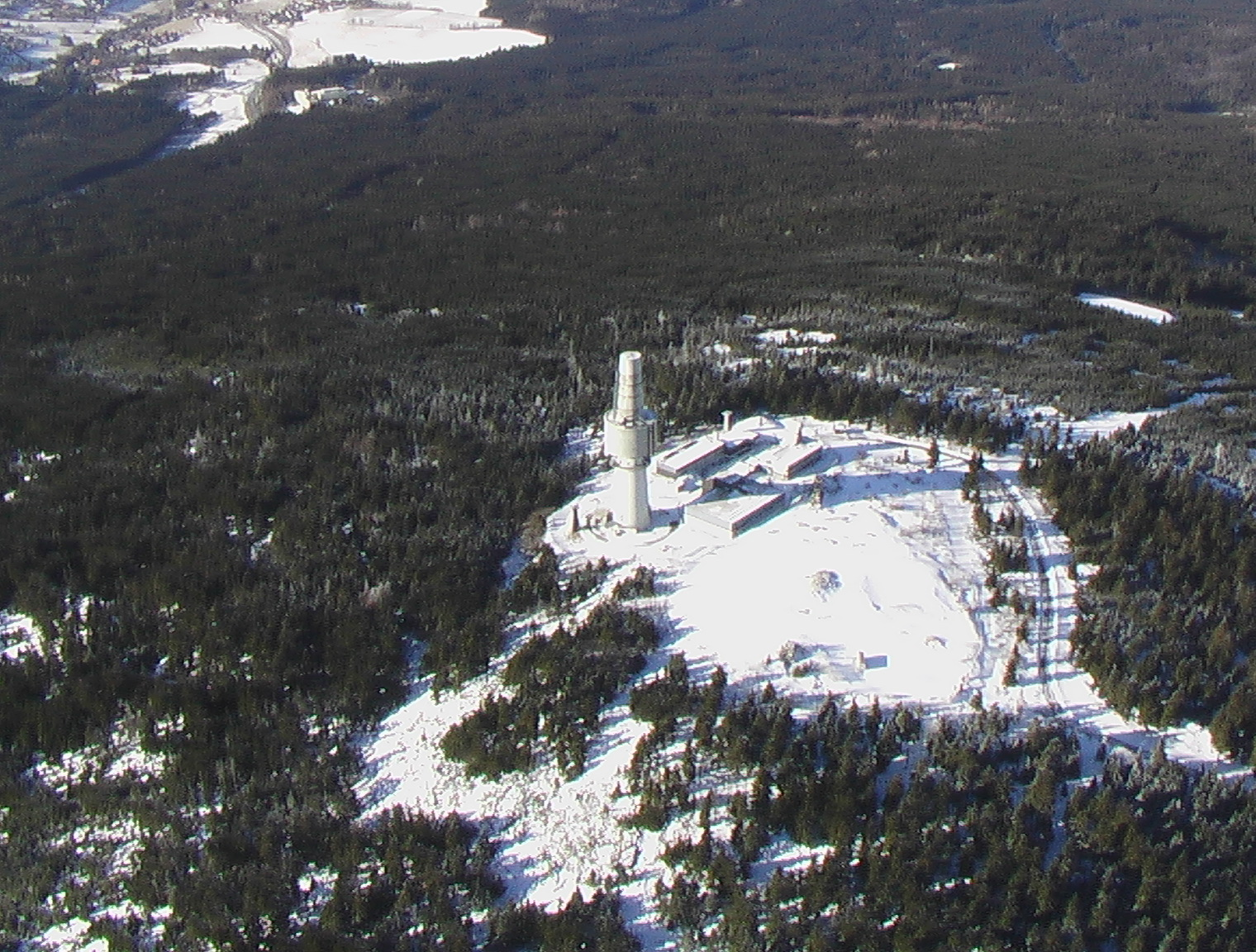
Schneeberg im Januar 2005

Der Schneeberg ist mit 1051 m ü. NHN der höchste Berg im Fichtelgebirge in Nordostbayern und zugleich der höchste Berg Frankens und Nordbayerns. Schon von weitem erkennt man ihn am ehemaligen Fernmeldeturm der Bundeswehr, einem Mahnmal an den Kalten Krieg. Der Gipfelbereich besteht aus einem Granitblockmeer und einer Felsburg, auf der das Aussichtstürmchen Backöfele steht. Militärische Bauwerke prägen das Gipfelbild.
Naturräumlich gehört er zur Haupteinheit Hohes Fichtelgebirge (394). Es ist der höchste Gipfel in Oberfranken.

## Name
Der Name Schneeberg wurde auch als von snede (Grenze) herrührend gedeutet. Wahrscheinlicher ist jedoch, dass das lange Schneevorkommen in der Region namensgebend war.
Die Felsengruppe auf dem höchsten Punkt heißt „Backöfele“, der Name übertrug sich auf den Aussichtsturm. Im Dreißigjährigen Krieg sollen sich dorthin die Bewohner der umliegenden Orte geflüchtet haben, die dort auch ihr Brot buken.

## Geschichte
Der Berg hatte wegen seiner weiten Fernsicht schon immer eine strategisch wichtige Bedeutung. 1498 wurde Kunz von Wirsberg, Hauptmann auf dem Gebürg, von Markgraf Friedrich angewiesen, eine Wartordnung auszuarbeiten. Auf verschiedenen Bergen des Fichtelgebirges, so auch auf dem Schneeberg, entstanden Warttürme, die bei Gefahr Feuer- oder Rauchsignale an die benachbarten Warten abgeben mussten. Die Weißenstädter hatten 1520 dort eine ständige Wache einzurichten. 1713 sah man noch Reste dieser Warte.
1879 baute die Sektion Fichtelgebirge des Deutschen und Österreichischen Alpenvereins (Vorgängerin des Fichtelgebirgsvereins) die erste einfache Besteigungsanlage auf den Felsengipfel, gleichzeitig wurde eine einfache Steinhütte errichtet. 1904 folgte eine Blockhütte und 1926 baute die Ortsgruppe Weißenstadt des Fichtelgebirgsvereins den Aussichtsturm Backöfele aus Eichenstämmen.

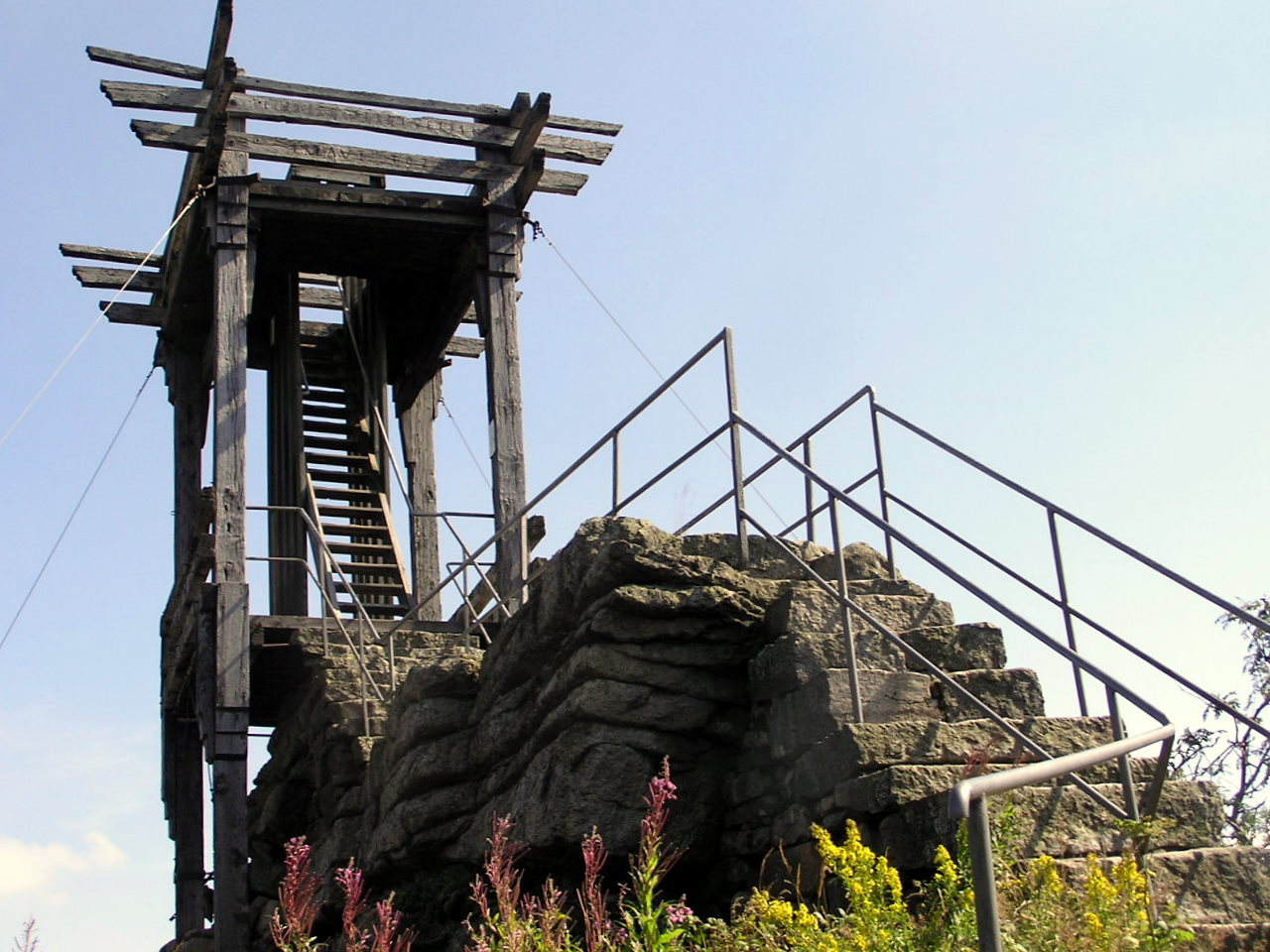
Backöfele

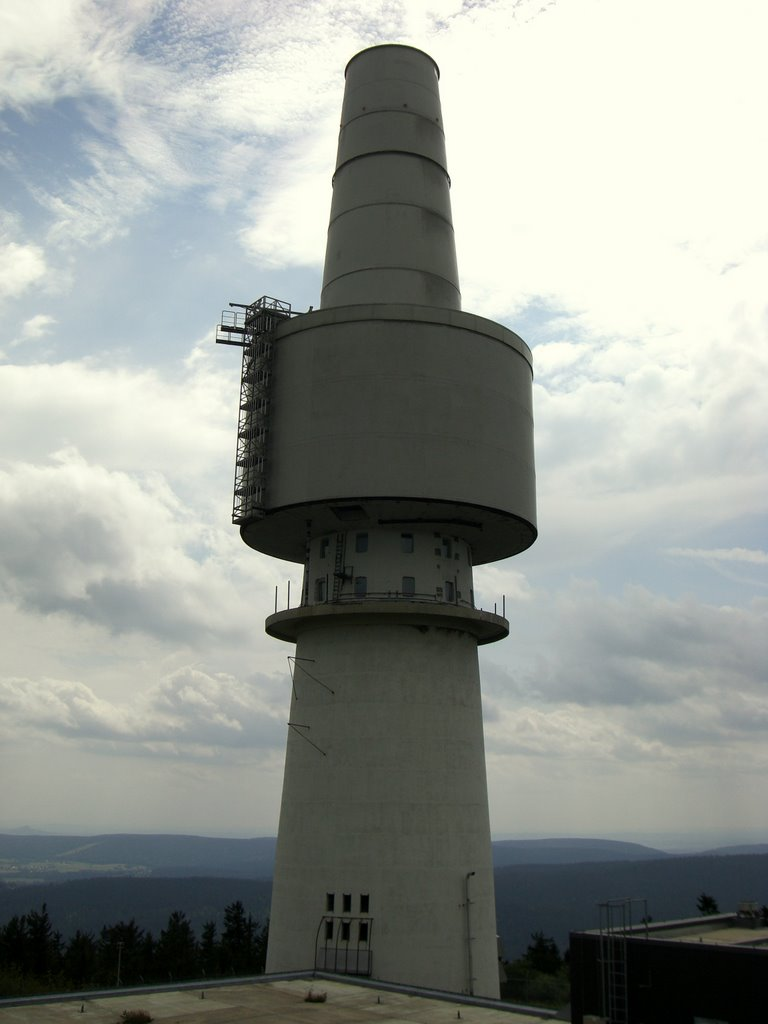
Der Fernmeldesektorturm im August 2007

Im August 1935 rammte ein Flugzeug des Typs Junkers Ju 52/3m am „Backöfele“ den Gipfel des Schneebergs. Der Pilot und fünf weitere Insassen kamen bei dem Absturz ums Leben. Während des Zweiten Weltkriegs diente der Schneeberg der Luftwaffe für die strategische Luftkriegsführung. Bereits 1938 begann die Luftnachrichtenabteilung 100, auf dem Ochsenkopf einen Peilsender für die Kreuzpeilung zu errichten. Die Luftnachrichtensoldaten waren auf dem Schneeberg untergebracht, wohin später auch der Sender verlagert wurde. Es handelte sich um einen 35 Meter hohen, mit Holz verschalten Turm, der mit einer Richtfunkantenne ausgestattet war. Er brannte 1942 „aus unerklärlichen Gründen“ nieder und wurde durch einen unmittelbar daneben errichteten, unverschalten Holzturm ersetzt. Unweit davon existierte auf einem Stahlgerüst eine Sendeanlage mit zehn festen Stabantennen.
Am 14. November 1951 requirierten US-Streitkräfte einen Teil des Gipfels und errichteten verschiedene Gebäude und Stahlkonstruktionen für Antennen und Parabolspiegel. 1961 übernahm die Bundeswehr den nördlich angrenzenden Bereich des Gipfels und ließ ab 1963 den Fernmeldeturm des Fernmeldesektors E errichten, der 1967 seinen Betrieb aufnahm. Der Berggipfel wurde militärisches Sperrgebiet, der Zugang zum Backöfele war somit abgeschnitten. Nach dem Ende des Kalten Krieges verließen die US-Streitkräfte am 30. April 1992 den Schneeberg, am 31. März 1993 stellte die Bundeswehr ihren militärischen Aufklärungsbetrieb ein. Der letzte Soldat verließ am 30. Juni 1994 die Luftverteidigungsstellung Schneeberg, die Liegenschaften gingen an die Bundesvermögensverwaltung über. Der ehemalige Bundeswehrturm wurde an die Firma Mannesmann (inzwischen Vodafone) für Zwecke des Mobilfunks verpachtet.
Am 29. Dezember 1995 erwarb der Landkreis Wunsiedel auf Initiative von Landrat Peter Seißer eine 6500 m² große Teilfläche im ehemaligen amerikanischen Sperrgebiet, auf der auch das Backöfele steht. In Zusammenarbeit mit dem Naturpark Fichtelgebirge erfolgten Renaturierungsmaßnahmen. Seit dem 29. August 1996 besteht wieder freier Zugang zum Aussichtsturm Backöfele. Im Zuge der Renaturierungsmaßnahmen wurde auch die alte Schutzhütte der Bergwachtbereitschaft Weißenstadt abgerissen, obwohl der Naturpark Fichtelgebirge noch wenige Tage vorher versichert hatte, diese Hütte für Wanderer und Bergwacht erhalten zu wollen. Daraufhin errichtete die Bereitschaft Weißenstadt eine neue Schutzhütte unterhalb des Gipfelbereichs.
Im Jahre 2010 wurde der ehemalige Bundeswehrturm aufgrund seiner geschichtlichen Bedeutung unter Denkmalschutz gestellt.
Ab Juni 2013 bot die Bundesanstalt für Immobilienaufgaben das ehemalige Militärareal mit dem Fernmeldeturm zum Verkauf an. Im September 2014 erwarben es die Stadtwerke Wunsiedel. Seit 2025 gehört der Schneeberg zu Bad Weißenstadt.

## Biologie
Aufgrund der niedrigen Durchschnittstemperatur von 3,7 °C ist in der Gipfelregion des Schneebergs immer noch eine eiszeitliche Pflanzengemeinschaft zu finden. Die Grünflächen dürfen nicht begangen werden, da die Pflanzen extrem trittempfindlich sind. Unterhalb der Gipfelregion besteht eine der letzten deutschen nichtalpinen Auerwildpopulationen, die ebenfalls als schutzbedürftig eingestuft ist, da Auerwild als sehr störungsanfällig gilt. Immer wieder gefundene winterliche Fährten zeugen von der Rückkehr des Luchses in das hohe Fichtelgebirge rund um den Schneeberg.

## Hydrologie
Der Schneeberg stellt das östlichste Gebiet im Flusssystem des Rheins dar. Südöstlich befindet sich mit dem Seehausbrunnen eine mögliche Quelle des Weißen Maines. Meist wird die Weißmainquelle jedoch nahe dem vier Kilometer entfernten Ochsenkopf angegeben.

## Wanderwege
Die asphaltierte Straße zum Schneeberggipfel ist für den öffentlichen Verkehr gesperrt. Der Gipfel ist jedoch über mehrere Wanderwege zu erreichen. Als Ausgangspunkte kommen Bischofsgrün, Bad Weißenstadt, Meierhof, Vordorfermühle, Leupoldsdorferhammer, Silberhaus (Tröstau) und der Seehausparkplatz an der B 303/E 48 in Frage. Die Zugänge sind zwischen fünf und acht Kilometer lang.
Der Fränkische Gebirgsweg verläuft über den Schneeberggipfel als höchster Erhebung auf dem Weitwanderweg.